# Cementerio de Roques Blanques
El Cementerio metropolitano Rocas Blancas (en catalán Cementiri metropolità Roques Blanques) fue inaugurado en 1984 y es uno de los cementerios más modernos de España[cita requerida].
Se halla localizado en el término municipal de El Papiol, en la sierra de Collserola, en plena naturaleza, con la cual pretende integrarse. Se trata de un cementerio de amplios espacios que ofrece sus servicios a las poblaciones del área metropolitana de Barcelona.
Son de destacar sus panteones y tumbas en zonas ajardinadas, el Bosque de la Calma o los árboles familiares y el Jardín del Reposo, una zona que se ofrece a las familias para depositar las cenizas con total respeto al medio ambiente.[cita requerida]